# Prelazia de Alto Xingu-Tucumã
A Prelazia do Alto Xingu-Tucumã (Prælatura Territorialis Xinguensis-Tucumensis) é uma circunscrição eclesiástica da Igreja Católica no Brasil. Foi canonicamente erigida aos 6 de novembro de 2019 pelo Papa Francisco, que nomeou como seu primeiro bispo o frade agostiniano Jesús María López Mauleón.

## Fundação
A Prelazia foi criada com o desmembramento de território da então Prelazia do Xingu, ereta no mesmo dia como Diocese de Xingu-Altamira (Tucumã, Ourilândia do Norte e São Félix do Xingu), da Diocese de Marabá (Água Azul do Norte) e da Diocese de Conceição do Araguaia (Bannach e Cumaru do Norte).

## Jurisdição
É formada pelos municípios de Tucumã, São Félix do Xingu, Ourilândia do Norte, Bannach, Cumaru do Norte e Água Azul do Norte.
A Prelazia possui 4 Paróquias:
1. Paróquia Nossa Senhora Aparecida (Catedral Prelatícia), em Tucumã (Pará);
2. Paróquia Santa Rita de Cássia, em Ourilândia do Norte;
3. Paróquia São Félix, em São Félix do Xingu;
4. Paróquia São João Batista, em Água Azul do Norte.

## Clero
A Prelazia é formada, inicialmente, por um Sacerdote Diocesano, nove Sacerdotes Religiosos e cinco irmãs religiosas que cooperam na pastoral.

## Bispos
| #      | Nome                               | Período | Notas          |
| Bispos | Bispos                             | Bispos  | Bispos         |
| ------ | ---------------------------------- | ------- | -------------- |
| 1º     | Dom Jesús María López Mauleón, OAR | 2019    | Primeiro Bispo |